# ピアーヴェ川
ピアーヴェ川（ピアーヴェがわ、イタリア語: Piave）は、イタリア北部を流れアドリア海に注ぐ河川である。海に流れ込む川ではイタリア国内で5番目の長さの川になる。
東アルプスのベッルーノ県サッパーダにあるペラルバ山の南斜面の標高2,037mに源を発する。南へ流れ、ヴェネツィアの北東のコルテッラッツォ（Cortellazzo）の港近くでアドリア海に注ぐ。
日本語文献では「ピアーヴェ川」のほか、「ピアベ川」、「ピアーベ川」、「ピアヴェ川」などの表記も使われる。
上流の山間部のレンティアーイ付近の氾濫原に三日月湖、湿地、落葉樹林、ヨシ原などがあり、ヴィンケット・ディ・チェラルダ自然保護区に指定されている。1976年にラムサール条約登録地となった。
第一次世界大戦中の1917年11月には、カポレットの戦いでイタリア軍を撃破したドイツ帝国・オーストリア・ハンガリー二重帝国軍がこの川の東岸まで進出した。

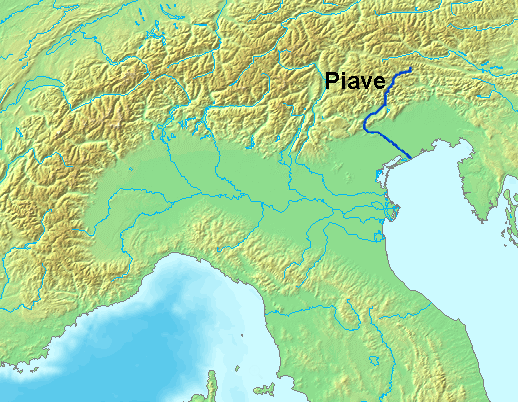
ピアーヴェ川流路